# Robin Korving
Robin Korving (Países Bajos, 29 de julio de 1974) es un atleta neerlandés retirado especializado en la prueba de 110 m vallas, en la que ha conseguido ser medallista de bronce europeo en 1998.

## Carrera deportiva
En el Campeonato Europeo de Atletismo de 1998 ganó la medalla de bronce en los 110 m vallas, con un tiempo de 13.20 segundos, llegando a meta tras el británico Colin Jackson (oro con 13.02 s) y el alemán Falk Balzer (plata).